# Windows Live Mesh
Windows Live Mesh anteriorment conegut com a Windows Live Sync o Windows Live FolderShare era una aplicació gratuïta de Microsoft dissenyada per permetre la compartició i la sincronització de fitxers i carpetes entre dos o més ordinadors amb el sistema operatiu Windows o Mac OS X. El sistema era similar a les carpetes compartides de Windows Live Messenger. L'empresa que originalment va desenvolupar l'aplicació era ByteTaxi Inc, però el 3 de novembre del 2005 el servei va ser adquirit per Microsoft per tal d'incrementar les funcionalitats dels serveis oferts per Windows Live. Microsoft va tancar l'aplicació en febrer de 2013.